# Система ценностей
Систе́ма це́нностей — понятие теории ценностей, обозначающее совокупность сложившихся у людей мнений о значении в их жизни вещей и явлений, встречаемых в природе и обществе («социальных установок»). 
Человек и общество опирается на систему ценностей при сравнении и выборе решений.

## Набор ценностей
В своём обзоре Брэйтуэйт и Скотт относят зарождение понятия о совокупности ценностей к достигнутому в 1950-е и 1960-е годы консенсусу об отнесении понятия ценности не к характеристике предметов, а к характеристике людей и их желаний — желаний самих людей, а не требований к тому, какие желания якобы должны быть у людей.
Несмотря на согласие исследователей по вопросам определений, по поводу количества и набора ценностей в системах, между психологами существуют глубокие расхождения (см. также обзор Брэйтуэйт и Скотта), хотя некоторые, например, Ш. Шварц, пишут об «универсальном» характере «базовых» ценностей.
Согласно Брэйтуэйт и Скотту, практический прорыв в изучении систем ценностей осуществил М. Рокич, когда в своих работах 1968 и 1973 годов, используя ранее полученные результаты, разделил ценности на две группы:
1. терминальные, или конечные, ценности, или ценности-цели, то есть убеждения в том, что достижение некоторых конкретных целей является смыслом человеческой жизни (или, по-другому, убеждения, что какая-то конечная цель индивидуального существования — например, счастливая семейная жизнь, мир во всём мире — с личной и общественной точек зрения стоит того, чтобы к ней стремиться);
2. инструментальные ценности, или ценности-средства, то есть таланты, связанные с методами достижения целей (убеждения в том, что какой-то образ действий — например, честность, рационализм —  является с личной и общественной точек зрения предпочтительным в любых ситуациях).[3]

Например, по Рокичу, любовь является конечной ценностью, а способность любить — инструментальной. Рокич постулировал, что внутри обеих групп ценностей существует иерархия (ценности упорядочены), и, тем самым, система ценностей индивида представляет собой два упорядоченных списка. Рокич также провёл различие между ценностями и установками: ценность характеризует убеждения, охватывающие общее понятие, которое может относиться к нескольким конкретным объектам и ситуациям, в то время как установка — это набор убеждений, которые относятся к одному объекту или ситуации.

### Система ценностей по Рокичу
Рокич выделил по 18 терминальных (конечных) и инструментальных ценностей:
Тестовый материал для исследования ценностей Рокича
Список А (терминальные ценности):
1. Активная деятельная жизнь (полнота и эмоциональная насыщенность жизни);
2. Жизненная мудрость (зрелость суждений и здравый смысл, достигаемые жизненным опытом);
3. Здоровье (физическое и психическое);
4. Интересная работа;
5. Красота природы и искусства (переживание прекрасного в природе и в искусстве);
6. Любовь (духовная и физическая близость с любимым человеком);
7. Материально обеспеченная жизнь (отсутствие материальных затруднений);
8. Наличие хороших и верных друзей;
9. Общественное признание (уважение окружающих, коллектива, товарищей по работе);
10. Познание (возможность расширения своего образования, кругозора, общей культуры, интеллектуальное развитие);
11. Продуктивная жизнь (максимально полное использование своих возможностей, сил и способностей);
12. Развитие (работа над собой, постоянное физическое и духовное совершенствование);
13. Развлечения (приятное, необременительное времяпрепровождение, отсутствие обязанностей);
14. Свобода (самостоятельность, независимость в суждениях и поступках);
15. Счастливая семейная жизнь;
16. Счастье других (благосостояние, развитие и совершенствование других людей, всего народа, человечества в целом);
17. Творчество (возможность творческой деятельности);
18. Уверенность в себе (внутренняя гармония, свобода от внутренних противоречий, сомнений).

Список Б (инструментальные ценности):
1. Аккуратность (чистоплотность), умение содержать в порядке вещи, порядок в делах;
2. Воспитанность (хорошие манеры);
3. Высокие запросы (высокие требования к жизни и высокие притязания);
4. Жизнерадостность (чувство юмора);
5. Исполнительность (дисциплинированность);
6. Независимость (способность действовать самостоятельно, решительно);
7. Непримиримость к недостаткам в себе и других;
8. Образованность (широта знаний, высокая общая культура);
9. Ответственность (чувство долга, умение держать слово);
10. Рационализм (умение здраво и логично мыслить, принимать обдуманные, рациональные решения);
11. Самоконтроль (сдержанность, самодисциплина);
12. Смелость в отстаивании своего мнения, взглядов;
13. Твёрдая воля (умение настоять на своем, не отступать перед трудностями);
14. Терпимость (к взглядам и мнениям других, умение прощать другим их ошибки и заблуждения);
15. Широта взглядов (умение понять чужую точку зрения, уважать иные вкусы, обычаи, привычки);
16. Честность (правдивость, искренность);
17. Эффективность в делах (трудолюбие, продуктивность в работе);
18. Чуткость (заботливость).

Система ценностей Рокича характеризовалась её критиками как произвольный и субъективный набор ценностей, сам Рокич считал свою работу «интуитивной». Однако исследования, использующие более широкий набор ценностей, в целом подтвердили результаты Рокича. Так, Брэйтуэйт и Ло в 1985 году использовали набор из 54 «целей жизни» и 71 «способа поведения», но после анализа смогли свести результаты к 19 измерениям, которые в целом хорошо согласуются с ценностями Рокича. К 1991 году типичные пробелы, найденные у Рокича, включали отсутствие ценностей «справедливость» и «здоровье» (последнее было позже добавлено Рокичем в его систему).
Критиковался также подход Рокича, при котором каждой ценности соответствовал один элемент опроса. При таком англ. single issue подходе неизбежны ошибки из-за непонимания вопроса и других проблем, почему социологи и предпочитают опросники, в которых каждому понятию соответствует много вопросов. Однако, простота подхода Рокича позволяет проводить опросы быстро и повторять их. При проведении повторных опросов некоторые исследователи обнаружили плохую корреляцию результатов после перерыва в один год.
Абстрактность понятий, использованных Рокичем, приводит также к трудностям при сравнительном исследовании разных культур, многие исследователи показали чрезвычайную трудность сравнения результатов опроса в разных культурных контекстах.